# 70-я пехотная дивизия (Российская империя)
70-я пехотная дивизия — пехотное соединение в составе Русской императорской армии.

## Русско-японская война 1904—1905
Начала формироваться в марте 1905 года из кадра, выделенного 53-й пехотной резервной бригадой. Командиры полков, батальонов и рот были назначены только 16 июня 1905 года. Исправляющий должность начальника штаба дивизии подполковник Бескровный прибыл только в сентябре, после цензового командования батальоном в Либаве, по месту прежней службы. Участия в боевых действиях не принимала. Расформирована в сентябре 1906 года (основной командный состав полков переведён на новое (большей частью прежнее) место службы 17 сентября).

### Состав дивизии
- 1-я бригада
  - 277-й пехотный Ингульский полк
  - 278-й пехотный Бердянский полк
- 2-я бригада
  - 279-й пехотный Ялтинский полк
  - 280-й пехотный Балаклавский полк

### Командование дивизии

#### Начальники дивизии
- 07.03.1905 — 19.01.1906: генерал-лейтенант Богуцкий Федор Кононович (с должности коменданта Керченской крепости; на 1-ю пехотную дивизию)

#### Начальники штаба дивизии
- 01.05.1905 — 13.06.1906: исправляющий должность[1] подполковник Безкровный, Александр Алексеевич (с исправляющего должность начальника штаба Либавской крепости; штаб-офицером при управлении 53-й пехотной резервной бригады)

#### Командиры бригад

##### 1-й
- 12.03.1905 — 07.08.1906: генерал-майор Арбузов Николай Михайлович (с 1-й бригады 7-й пехотной дивизии; уволен от службы с производством в генерал-лейтенанты)

## Первая мировая война
70-я пехотная дивизия относилась к группе пехотных дивизий второй очереди мобилизации, которые должны были начать формироваться при объявлении мобилизации из лиц, состоящих в запасе армии, на основе кадра, выделяемого одной из пехотной дивизий мирного времени.
Дивизия формировалась в Киевском военном округе, в Киеве. Кадр для её формирования был выделен 33-й пехотной дивизией. По предвоенным планам сформированная дивизия должна была поступить на усиление 5-й армии.
06.08.1914 вошла в состав 9-й армии Северо-Западного фронта.

70-я пехотная дивизия имела в августе 1914 года тяжёлые бои у Замостья, в 1915 году истекла кровью у Горлицы и затем с XIV корпусом попала на Северный фронт, где выказала стойкость в последних наступательных попытках 1917 года. 70-я пехотная дивизия 2-й очереди в командование барона Будберга так отличилась летом 1915 года под Холмом, что Государь повелел сохранить её полки по демобилизации армии.— А. А. Керсновский. История Русской армии
70-я артиллерийская бригада, сформирована в июле 1914 года по мобилизации в Киеве из кадра, выделенного 33-й артиллерийской бригадой. Успешно сражалась в ходе Галицийской битвы 1914 г. Действовала в ходе Краковской операции в ноябре 1914 г.
Дивизия — участница Таневского сражения 18 — 25 июня 1915 г. и Люблин-Холмского сражения 9 — 22 июля 1915 г. Отличилась в Летнем наступлении 1917 г. под Якобштадтом.
279-й Лохвицкий полк, 6 июля 1917 г. объявивший себя «полком смерти», участвовал в Летнем наступлении. Наносил удар южнее Дюнабурга (Даугавпилс,Двинск) в Гатенской операции между озёрами Дрисвяты и Деммен 10 (23) июля 1917 г.

### Состав дивизии
- 1-я бригада
  - 277-й Переяславский пехотный полк
  - 278-й Кромский пехотный полк
- 2-я бригада
  - 279-й Лохвицкий пехотный полк
  - 280-й Сурский пехотный полк
- 70-я артиллерийская бригада

### Командование дивизии
(Командующий в дореволюционной терминологии означал временно исполняющего обязанности начальника или командира).

#### Начальники дивизии
- 19.07.1914 — 21.10.1915 — генерал-лейтенант Белов, Николай Васильевич
- 23.09.1915 — 23.10.1915 — вр. и. д начальника генерал-майор Михайлов, Михаил Пантелеймонович
- 21.10.1915 — 22.04.1917 — генерал-майор (с 18.05.1916 генерал-лейтенант) барон фон Будберг, Алексей Павлович
- 18.05.1917 — xx.xx.xxxx — генерал-майор Беляев, Николай Семёнович

#### Начальники штаба дивизии
- 06.12.1914 — 20.04.1915 — полковник Сапожников, Николай Павлович
- 14.06.1915 — 07.09.1915 — и. д. подполковник Тунцельман фон Адлерфлуг, Александр Александрович
- 02.10.1915 — после 03.01.1917 — и. д. капитан (с 06.12.1915 подполковник, с 15.08.1917 полковник) Авчинников, Игнатий Иванович

#### Командиры 1-й бригады
- 29.07.1914 — 05.02.1915 — генерал-майор Яковлев, Михаил Михайлович

#### Командиры 2-й бригады
- 11.09.1914 — 17.11.1914 — генерал-лейтенант Толмачёв, Иван Николаевич
- 17.11.1914 — 15.03.1916 — генерал-майор князь Стокасимов, Николай Павлович
- 15.03.1916 — 31.03.1917 — полковник Вансович, Николай Афанасьевич
- 14.04.1917 — 10.09.1917 — полковник (с 08.09.1917 генерал-майор) Ганзен, Александр Михайлович
- 10.09.1917 — хх.хх.хххх — полковник Камионко, Игнатий Доминикович

#### Командиры 70-й артиллерийской бригады
- 25.07.1914 — 12.05.1916 — полковник (с 03.03.1915 генерал-майор) Горелов, Фёдор Иванович
- 12.05.1916 — 28.04.1917 — командующий полковник Чернявский, Александр Михайлович
- 28.04.1917 — хх.хх.хххх — командующий полковник Зайковский, Владимир Александрович

## Люди связанные с дивизией
- Смирнов, Николай Васильевич — В 1917—1918 гг. проходил службу унтер-офицером и начальником пулемета в 277-м пехотном Переяславском полку, воевал с ним на Северо-Западном фронте под Двинском, затем служил там же был взводным унтер-офицером в 24-м военном дорожном отряде. Впоследствии советский военачальник, полковник.